# Слива бухарська
Слива бухарська (як Prunus bucharica), мигдаль бухарський (як Amygdalus bucharica) — вид квіткових рослин із підродини мигдалевих (Amygdaloideae).

## Біоморфологічна характеристика
Це листопадний кущ чи невелике дерево з прямовисними чи розлогими неозброєними гілками; він може вирости від 1.5 до 6 метрів у висоту, іноді до 8 метрів. 

## Поширення, екологія
Ареал: Афганістан, Киргизстан, Узбекистан. Населяє чагарникові ділянки на схилах гір, що ростуть на кам'янистих і дрібноземистих ґрунтах; на висотах від 850 до 2500 метрів.

## Використання
Насіння їдять сирими чи приготовленими. Більшість ядер (приблизно 98,5%) мають гіркуватий смак, а решта солодка. Насіння містить близько 50% жирної олії від сухої маси. Плоди збирають з дикої природи у великих масштабах для виробництва мигдалевої олії. Насіння використовується в медицині. Через виняткову посухостійкість це дуже цінна рослина для відновлення лісів, а також для стабілізації кам’янистих гірських схилів. Кора коренів містить дубильні речовини; Відома як «кермек», використовується для виготовлення жовтої фарби для тканин. Цей вид є придатною підщепою для культурних форм мигдалю (Prunus dulcis), а також для абрикосів (Prunus armeniaca), слив (Prunus domestica) і персиків (Prunus persica).